# إيوان كامبل (لاعب كرة قدم أسترالية)
إيوان كامبل (بالإنجليزية: Euan Campbell)‏ هو لاعب كرة قدم أسترالية أسترالي، ولد في 24 سبتمبر 1945.

## وصلات خارجية
- إيوان كامبل على موقع AustralianFootball.com (الإنجليزية)
- إيوان كامبل على موقع AFLtables.com (الإنجليزية)